# Riu Servol
Riu Servol är ett periodiskt vattendrag i Spanien.   Det ligger i provinsen Província de Castelló och regionen Valencia, i den östra delen av landet, 400 km öster om huvudstaden Madrid.